# Maters
Els maters (en llatí: Materi, en grec antic: Ματῆροι o Ματῆνοι) eren un poble de la Sarmàcia asiàtica, a l'est del Volga. Són esmentats per Claudi Ptolemeu.